# Matelea corrugata
Matelea corrugata är en oleanderväxtart som beskrevs av W.D.Stevens. Matelea corrugata ingår i släktet Matelea och familjen oleanderväxter. Inga underarter finns listade i Catalogue of Life.